# Melocactus oreas
Melocactus oreas är en kaktusväxtart som beskrevs av Friedrich Anton Wilhelm Miquel. Melocactus oreas ingår i släktet Melocactus och familjen kaktusväxter.

## Underarter
Arten delas in i följande underarter:
- M. o. cremnophilus
- M. o. oreas